# Carlos Lapetra
Carlos Lapetra Coarasa (født 19. november 1938, død 24. december 1995) var en spansk fodboldspiller (angriber).
Lapetra tilbragte størstedelen af sin karriere hos Real Zaragoza i sin fødeby. Han spillede næsten 200 ligakampe for klubben, og var med til at vinde både to udgaver af Copa del Rey samt UEFA Messebyturneringen i 1964.
Lapetra spillede desuden 13 kampe for Spaniens landshold. Han debuterede for holdet 13. juni 1963 i en venskabskamp mod Skotland. Han blev europamester med holdet ved EM 1964 på hjemmebane., og deltog også ved VM 1966 i England.

## Titler
Copa del Rey
- 1964 og 1966 med Real Zaragoza

UEFA Messebyturnering
- 1964 med Real Zaragoza

EM
- 1964 med Spanien